# Richard Courant
Richard Courant (Lublinitz, 1888. január 8. – New York, 1972. január 27.) német származású amerikai matematikus, David Hilbert tanítványa (s egy ideig munkatársa). A matematikatörténet-írás tudósként, tudományszervezőként és ismeretterjesztőként is jelentősnek tartja. Tudományos eredményeket főleg a parciális differenciálegyenletek elméletének terén ért el, azonkívül egy elismert alkalmazott matematikai kutatóintézetet alapított. Neve szélesebb körben főleg Mi a matematika? c., népszerűsítő jellegű könyvéről ismert, melyet Herbert Robbins-szal együtt írt.

## Élete

### Gyermekévek
1888-ban született Lublinitzben (ma: Lubliniec, Lengyelország) a poroszországi Sziléziában, zsidó kiskereskedő-családban. Anyja Martha Freund, szintén kereskedőcsalád leánya volt, apja, Siegmund pedig, kiskereskedő, aki –  bár fia saját szavaival, „nem folytatott túl élénk intellektuális életet”, a tehetséges (kicsit koraérett) Richardot azonban támogatta tanulmányaiban. Hamarosan két öccse is született: 1889-ben Fritz, 1891-ben Ernst. Siegmund ebben az évben bátyja, Jakob (kéretlen) családfősködésével elégedetlenül úgy döntött, hogy Glatzba költöznek. Itt új üzletbe kezdett, de ennek menetével nem volt elégedett, és bátyja, Jakob ösztönzésére 1897-ben (amikor Richard kilencéves volt) Breslauba költözött, beszállva a családi vállalkozásba. Bár egy biztosítótársaságnál is állást vállalt, és önálló üzlete is volt, az állás nem fizetett jól, üzleti partnere pedig beperelte szerződésszegés miatt, ilyen okok miatt állandóan anyagi nehézségekkel küszködtek.
Richard már Glaztban megkezdhette az ottani gimnáziumot (1896), Breslauban pedig a König-Wilhelms gimnáziumba került. Ezekben az években történt, hogy Jakob, Sigmund fennmaradt memoárja szerint, kétes üzletekbe bonyolódott –  bár ennek Edith Stein visszaemlékezéseiben nem ad hitelt –  mindenesetre a családi vállalkozás csődbe ment, és végül Richard tizennegyedik életévében (1902) Jakob öngyilkos lett. A rokonság ráadásul a Siegmund Courant-házaspárt okolta a tragédiáért, és nem segítettek rajtuk.
A már említett üzleti nehézségek és a tetejükbe következő csőd miatt a család nagyon nehéz anyagi helyzetbe került. Így gyermekévei alatt Richard korán házitanítóskodást vállalt. A kezdeti sikertelenség után (egészen a verbális durvaságig türelmetlen volt első tanítványaival és elvesztette őket, ráadásul néha a szülők is megpofozták) egyre sikeresebbnek bizonyult a tanári pályán, ugyanis szembesült a König-Wilhelms matematikatanára, Erich Maschke  emberközpontú (akkoriban szókratészinek nevezett) pedagógiai módszereivel, és példát vett róluk. Maschke, aki kiválóbb tanítványaival külön foglalkozottt, nem volt túl járatos a modern felsőbb matematikában, ugyanakkor a rajongásig szerette a természettudományokat (a matematikán kívül fizikát és kémiát is tanított), és több kiemelkedő tudóssá vált tanítványa szerint, tehetsége volt abban, hogy az ezek iránt való érdeklődést felkeltse. Ő szerettette meg Couranttal a matematika (tanítványai közé tartozott még, többek között, Max Born, Heinz Hopf –  aki később Courant barátja lett –  és Otto Stern). Nem sokkal később már Richard mentette meg a közeli leánygimnázium tanulóit a matematika rémétől, akik kiváló tanárként emlékeztek rá, aki hagyja, hogy a diákok maguk fedezzék fel a megtanulandó törvényszerűségeket.

### Ifjúkora
Szüleinek – főleg a csőd okozta nehéz helyzet miatt – gyakran kellett lakhelyet váltaniuk, 1905-ben Berlinbe mentek (magántanári munkája miatt Richard kicsit jobb helyzetben volt). A legutolsó költözés idején Richard Breslauban maradt, és az ottani egyetemre járt. A filozófia, a fizika, a matematika és még több minden más (pl. csillagászat) is érdekelte, így több szakirányt is kipróbált, bejárván az előadásokra. Legjobban fizikát szeretett volna tanulni, de az ottani előadókat annyira unalmasnak találta, hogy barátnőjével, a még Breslauból diákként megismert Nelly Neumannal 1907 tavaszán Zürichbe mentek az ottani egyetemre egy szemeszterre, s mivel itt sem voltak megelégedve, végül 1908-tól Göttingen egyetemén folytatták tanulmányaikat (egykori breslaui barátai, Otto Toeplitz és Ernst Hellinger ösztönzésére, akik már egy ideje ott tanultak és áradozó hangú leveleket írtak Courantnak az intézményről), és lassan a matematika felé fordult. Az egyetemen olyan matematikaprofesszorok tanították, mint Klein, Minkowski, Runge, Zermelo, Ludwig Prandtl, Karl Schwarzschild, de aki leginkább megragadta: a tizenkilencedik és huszadik század fordulója matematikusfejedelme, David Hilbert.
Óriási szerencséje volt, hogy 1908-ban Hilbert asszisztensévé fogadta. 1912-től 1914-ig Courant maga is végzett tanári munkát az egyetemen, magánéletét Nelly, valamint a kedvükért a nővérével Göttingenbe költöző unokanővér, Edith Stein határozta meg (de Courant a szállásán állandóan vendégeket fogadott, vagy hozott; tanárokat, diákokat és exdiákokat egyaránt, társasági emberek voltak), és ápolta a kapcsolatot három Breslauból ismert legszorosabb barátjával, Toeplitzel, Hellingerrel és Max Bornnal is.
Hilbert vezetésével is doktorált le (summa cum laude) 1920-ban. Hilbert javaslatára dolgozatában arra vállalkozott, hogy a potenciálelméleti Dirichlet-elv segítségével bebizonyítsa a konformis leképezések különféle osztályainak létét (később habilitációs dolgozatában is visszatért e témához)
Közben Göttingenben megházasodott Nelly Neumannal, a házasság négy évig tartott (1912-1916). 1912-ben ugyanitt összebarátkozott Niels Bohr testvérével, Harald Bohr dán matematikussal és focistával, és közösen írtak egy cikket a Riemann-féle zéta-függvényről. Ez volt Courant egyetlen számelméleti cikke.
Harcolt az első világháborúban, mígnem egy sebesülésének súlyossága miatt elbocsátották [forrás?]a katonai szolgálatból röviddel a besorozás után [forrás?]. A seregben idegenedett el feleségétől, mivel mindketten rájöttek, hogy valójában nem illenek össze. A háború befejeződése után, 1919-ben házasságot kötött Nerina (Nina) Runge-el, Carl Runge neves göttingeni alkalmazottmatematika-professzor egyik lányával.
1922-ben megjelent első (társszerzős) könyve, a Függvényelmélet. Meglehetősen különös könyv volt. A társszerző, Adolf Hurwitz, a Zürichi egyetem analízisprofesszora, akit Courant az 1907-es rövid zürichi tanulás során ismert meg, és bár analízis előadásait mindig „tökéleteseknek” nevezte, egy év után mégis hazautazott Breslauba, csak hogy a következő szemeszterre már Göttingennek vegye az irányt; ugyanis már halott volt (1919 óta), amikor Courant nekikezdett az írásnak (1922 táján). Courant nagyra tartotta Hurwitz professzori munkásságát, és elhatározta, kiegészíti és könyvvé formálja annak komplex függvénytani előadásjegyzeteit. Hurwitz a weierstrassi matematika, a formalista precízség híve volt. Courant nem, ő jobban értékelte a fizikai példákat és a szemléletességet, jelölései inkább egyéniek voltak. Így aztán az általa írt kilenc fejezet (amelyek főképp a Riemann-felületekről, a konformis leképezésekről, automorf függvényekről szóltak) teljesen elütöttek Hurwitz stílusától. A könyv, amikor megjelent, megosztotta a matematikusokat. Egyesek unalmasnak találták Hurwitz fejezeteit (amelyek elsősorban az elliptikus függvényeket tárgyalták), és dicsérték Courant szárnyaló és érdekes előadásmódját, másoknak viszont az utóbbi egyáltalán nem tetszett, és több önfegyelmet és precizitást ajánlottak a szerzőnek.
Göttingenben folytatott kutatómunkát, emellett Münster város egyetemén is két évig professzorkodott. Münsterben megalapította a Matematikai Intézetet, melynek igazgatója volt 1928-tól 1933-ig.

### Emigráció
Courant a nácik hatalomra jutása miatt 1933-ban elhagyta Németországot (korábban, mint legtöbb kollégája). Az új hatalom (még ezt megelőzően) ugyanis zsidónak nyilvánította, és elvette tőle egyetemi posztjait.
Egy Cambridge-ben töltött év után New Yorkba ment, és 1936-ban az ottani egyetem professzora lett. Itt – felettesei utasítására – újabb matematikai intézetet alapított, ez ma a Courant Matematikatudományi Intézet, az alkalmazott matematika világszerte elismert kutatóközpontja.

### Munkássága
Néhány matematikai eredménye tartósan jelentősnek bizonyult. Részben nevéhez kötődik a parciális differenciálegyenletek közelítő megoldásában alkalmazott végeselemes módszer is, aminek biztos matematikai alapokat adott, bár magát az eljárást később műszaki szakemberek újra felfedezték. Courant az egyik névadója a Courant–Friedrichs–Lewy feltételnek és az ezzel kapcsolatos Courant-számnak (e konvergenciakritérium-jellegű tulajdonságnak a hiperbolikus parciális differenciálegyenletek elméletében van szerepe), valamint a Courant-féle minimax tulajdonságnak is (ami valós szimmetrikus mátrixok sajátértékeinek kereséséhez ad szükséges feltételt).
Hilberttel együtt írt egy A matematikai fizika módszerei című tankönyvet, amit több mint nyolcvan évvel megjelenése után is széles körben használnak. Nem utolsósorban pedig, Herbert Robbins-szal együtt egy nagy hatású népszerűsítő könyvet írtak Mi a matematika? címmel, ami az USA-ban még mindig forgalomban van (és itthon is elég közismert). A könyv nemcsak magas színvonala miatt jelentős, de némileg kuriózumnak is számít, ugyanis – amint Ph. J. Davis visszaemlékezéséből ismert – megírásának idején a tudománynépszerűsítés lenézett tevékenység volt, ami elvonja egy professzor figyelmét a kutatástól, az ilyen tevékenységet végző tudós perifériára kerülhetett.

### Időskor
Courant New Rochelle-ben halt meg 1972-ben.

## Család
Apai ágon unokahúga és közeli ismerőse volt Edith Stein (akit a római katolikus egyház Keresztes Szent Terézia Benedikta néven szentté avatott).
Coruantnak feleségétől négy gyermekük született, hárman kiváló tudósok lettek (egyikük a Manhattan projektbe is bekerült), egyikük pedig muzsikus.

## Könyvei
- David Hilbert –  Richard Courant: Methods of Mathematical Physics („A matematikai fizika módszerei”).
- Differential and Integral Calculus („Differenciál- és integrálszámítás”); ISBN 4871878384, ISBN 487187835X

### Magyarul
- Richard Courant–Herbert Robbins: Mi a matematika?; ford. Vekerdi László; Gondolat, Bp., 1966